# 奥瓦莱伊
奥瓦莱伊（O' Valley），是印度泰米尔纳德邦The Nilgiris县的一个城镇。总人口24800（2001年）。

## 人口
该地2001年总人口24800人，其中男性12390人，女性12410人；0—6岁人口3243人，其中男1673人，女1570人；识字率70.27%，其中男性为76.81%，女性为63.75%。